# Cagliostro-Quadrille
Die  Cagliostro-Quadrille ist eine Quadrille von Johann Strauss Sohn (op. 369). Sie wurde am 20. Mai 1875 im Etablissement Schwenders Neue Welt in Wien erstmals aufgeführt. 

## Einzelnachweis
1. ↑  Quelle: Englische Version des Booklets (Seite 53) in der 52 CDs umfassenden Gesamtausgabe der Orchesterwerke von Johann Strauß (Sohn), Hrsg. Naxos (Label). Das Werk ist als vierter Titel auf der 18. CD zu hören.